# Palais Foncière

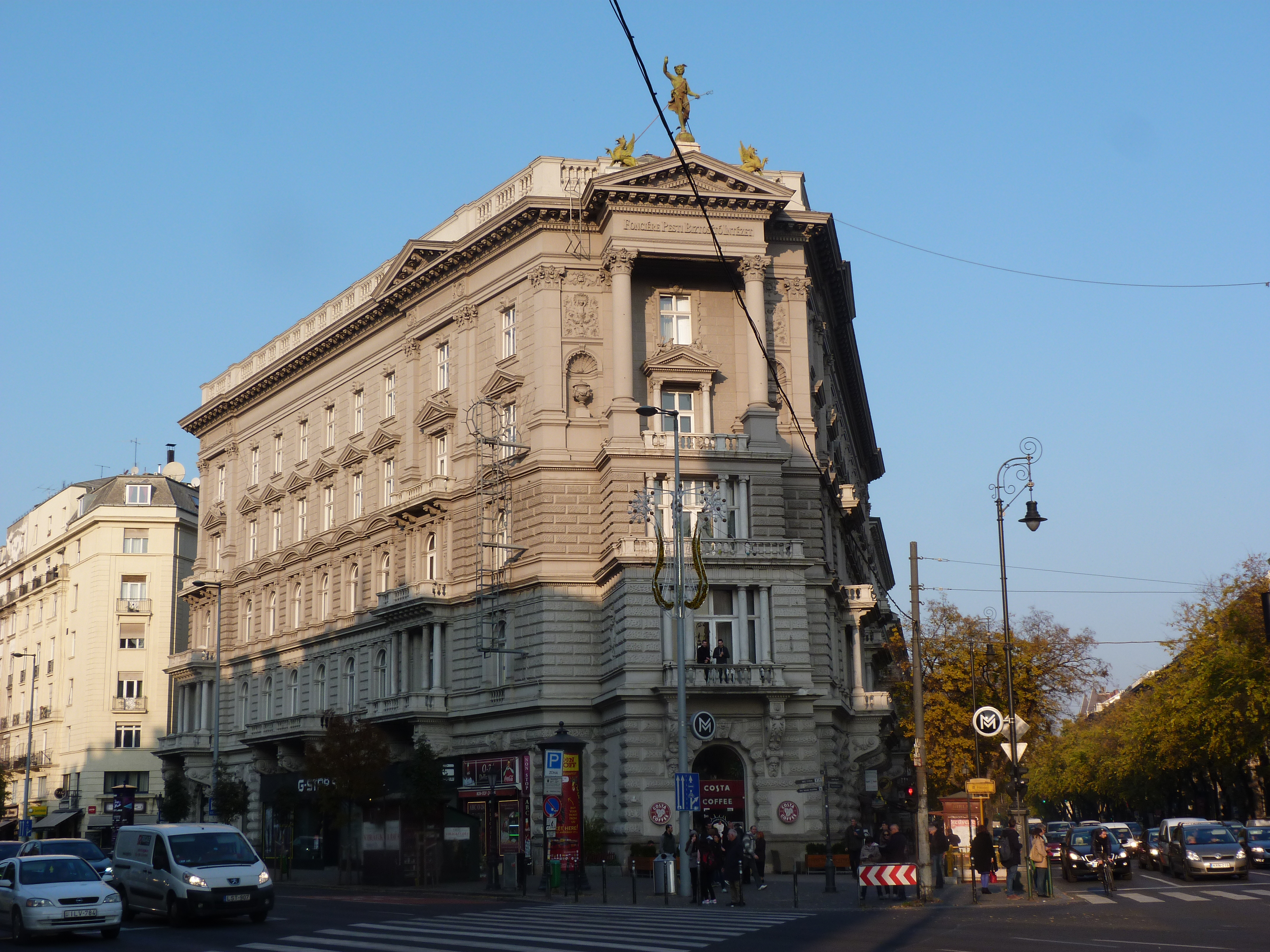
Palais Foncière, 2015

Das Palais Foncière (ungarisch Foncière-palota) ist ein denkmalgeschütztes Palais an der Andrássy út Nr. 2 in Budapest. Das Bauwerk zählt zusammen mit der Andrássy út zum UNESCO-Weltkulturerbe.

## Geschichte
Der auf dem Eckgrundstück gelegene zweistöckige Vorgängerbau sollte ursprünglich 1872 abgerissen und auf dessen Grundstück ein vierstöckiges Wohngebäude nach Plänen von Miklós Ybl entstehen. Da aber der Entwurf von Ybl dem Baugremium nicht gefiel, verkaufte man das Grundstück der Foncière Pester Versicherungsanstalt. Die Versicherungsgesellschaft beauftragte Adolf Feszty mit dem Bau seiner Unternehmenszentrale, die 1882 fertiggestellt und eröffnet wurde. Die Kuppel des Gebäudes wurde in der Schlacht um Budapest 1944–45 schwer beschädigt und in der Folge 1947 abgebaut. Im selben Jahr wurde das Gebäude enteignet und gelangte in den Besitz des Staates.

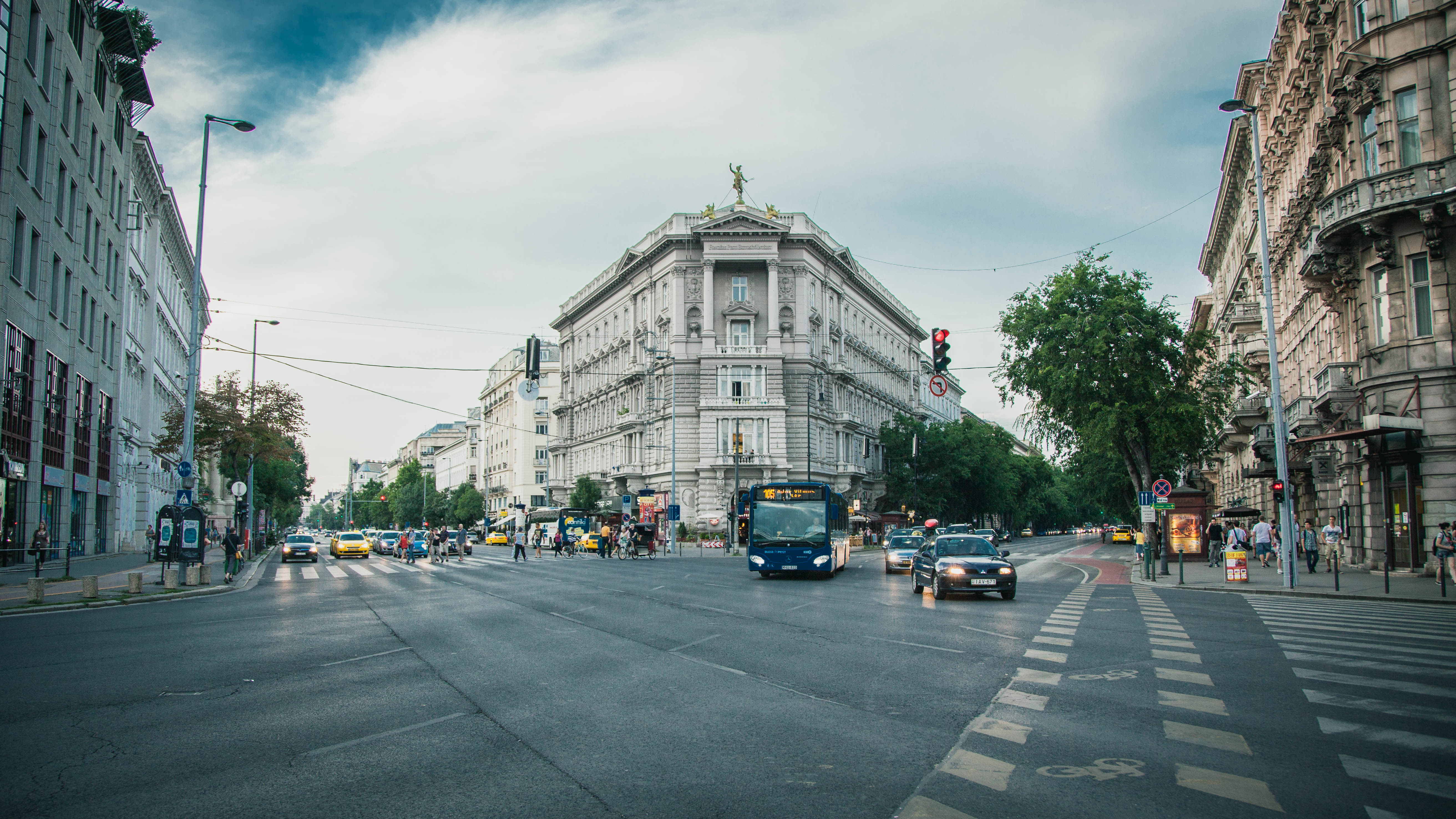
Umgebung des Palais. Rechts der Beginn der Prachtstraße Andrássy út.
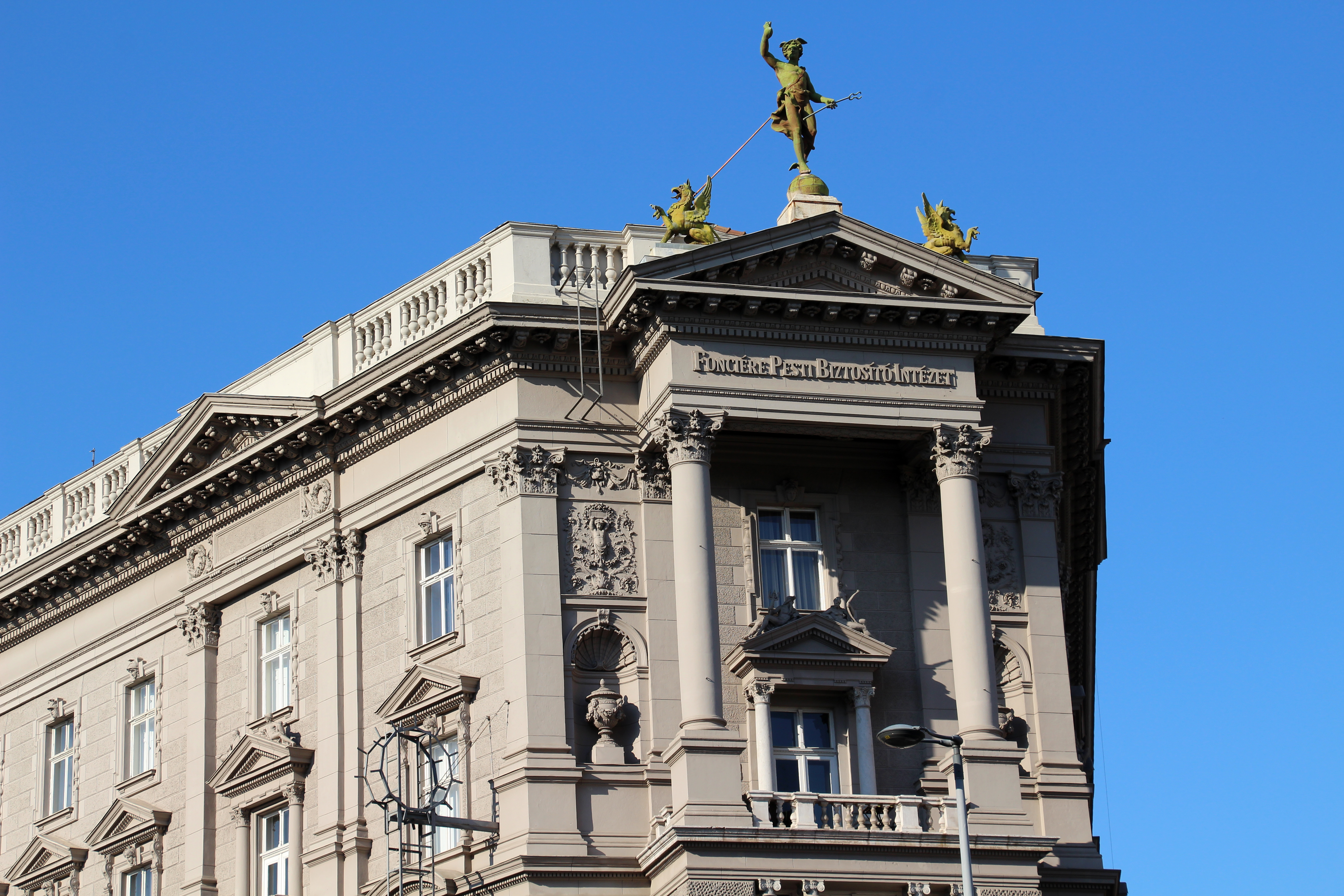
Nahaufnahme mit Hermes-Figur
Ansicht von 1915 mit Kuppel